# Pseudodiamesa branickii
Pseudodiamesa branickii är en tvåvingeart som först beskrevs av Maksymilian Nowicki 1873.  Pseudodiamesa branickii ingår i släktet Pseudodiamesa och familjen fjädermyggor. Arten är reproducerande i Sverige. Inga underarter finns listade i Catalogue of Life.